# Associação Boquinhense de Desporto
A Associação Boquinhense de Desportos é uma agremiação brasileira dedicada exclusivamente ao futebol com sede na cidade de Boquim, no estado de Sergipe. É conhecido regionalmente como Boquinhense, mas em sua cidade ele é chamado pelos torcedores simplesmente de ABD. Foi fundado em 11 de outubro de 1965 e suas cores são o verde e o branco. Atualmente disputa campeonatos nas divisões de base e Campeonato Sergipano de Futebol Série A2. O Trindadão é o centro Treinamento do Boquinhense, localiza-se no município de Boquim e possui capacidade para 5.000 espectadores. O Clube disputa anualmente todas as competições nas divisões de base, Disputou o primeiro Campeonato Sergipano de Futebol Série A2 no ano de 1997, ficando em sétimo lugar, sendo que no ano de 2014, conseguiu sua melhor campanha terminado com o Vice-Campeonato. Onde conseguiu a vaga pra a disputa da série A do sergipano de 2015.
Seu estádio, o João Trindade Filho, fica situado em Boquim, tendo por apelido o nome de Trindadão. Atualmente possui capacidade para aproximadamente 5.000 pessoas.O clube tem como presidente Gabriel Santana Neto.
Participou dos campeonatos sergipanos entre os anos de 1997, e de 2009 a 2018, na 2º divisão.